# 山本顔之介
山本 顔之介（やまもと がんのすけ・本名：山本 義明（やまもと よしあき）、1966年12月3日 - ）は、日本の俳優。神奈川県出身。

## 主な出演作

### 映画
- ビー・バップ・ハイスクール 高校与太郎哀歌城東工業・石川 (1986年)
- マルサの女2人相の悪い子分(二)
- スケバン刑事　風間三姉妹の逆襲 塊太
- 首都高速トライアル 西館
- 稲村ジェーン (1990年)
- 押忍!!空手部 加馬田稲作
- 微熱 MY LOVE 倉田和人

### ドラマ
- 極道の息子たち
- セーラー服反逆同盟 山口
- 藤子不二雄の夢カメラ
- 腕におぼえあり3  第5回「陰謀」
- お願いデーモン! 小岩井武彦
- ひとつ屋根の下 小沢 (1993年)
- はぐれ刑事純情派スペシャル 安浦刑事の挑戦! 「黒い疑惑…それはお立ち台ギャルの謎の死から始まった」
- 新・女検事霞夕子3 乗り遅れた女「殺された子へ哀しみに燃える母たちの復讐」
- ひとつ屋根の下2 小沢 (1997年)
- 涙をふいて 第2話「母さん」